# Allianz Riviera
Allianz Riviera (pierwotnie Grand Stade de Nice) – stadion piłkarski w Nicei (w dzielnicy Saint-Isidore), we Francji. Budowa stadionu rozpoczęła się 1 sierpnia 2011 roku, a stadion otwarto w 2013 roku. Na stadionie swoje spotkania rozgrywa drużyna OGC Nice, która przeniosła się ze Stade du Ray. Nowy obiekt mieści 35 624 widzów. Koszt budowy areny wyniósł 245 mln €. Nazwa stadionu pochodzi od sponsora, firmy Allianz, która w 2012 roku podpisała 9-letni kontrakt sponsorski. We wnętrzu obiektu znajduje się m.in. muzeum sportu. Stadion był jedną z aren piłkarskich Mistrzostw Europy 2016, które odbyły się we Francji. Obiekt był również wykorzystany podczas 7. edycji igrzysk frankofońskich, które odbyły się w Nicei we wrześniu 2013 roku.